# Rugby Union European Cup 1954
La Rugby Union European Cup de 1954  fue la 2.a edición con esta denominación y la 5.a temporada del segundo torneo en importancia de rugby en Europa, luego del Torneo de las Seis Naciones.

## Resultados
Los resultados fueron:

### Primera fase preliminar
| 5 de abril | Portugal | 0 - 23 | España |  |  |

### Segunda fase preliminar
| 11 de abril | Bélgica | 0 - 14 | España |  |  |

### Semifinales
| 19 de abril | Italia | 16 - 6 | España |  |  |

| 19 de abril | Francia | 28 - 3 | RFA |  |  |

### Final
| 24 de abril | Italia | 12 - 39 | Francia |  |  |

| Bandera de Francia |
| Campeón Francia    |
| Quinto título      |